# Бедрекс
Бедрекс (фр. Baudreix) насеље је и општина у југозападној Француској у региону Аквитанија, у департману Атлантски Пиринеји која припада префектури По.
По подацима из 2011. године у општини је живело 528 становника, а густина насељености је износила 264,0 становника/km². Општина се простире на површини од 2 km². Налази се на средњој надморској висини од 249 метара (максималној 253 m, а минималној 230 m).

## Демографија
| 1962. | 1968. | 1975. | 1982. | 1990. | 1999. | 2011. |
| ----- | ----- | ----- | ----- | ----- | ----- | ----- |
| 390   | 395   | 420   | 410   | 402   | 473   | 528   |

График промене броја становника у току последњих година